# سارا نيل
سارا نيل هي دراجة كندية، ولدت في 2 سبتمبر 1960 في غلدفورد في المملكة المتحدة.

## وصلات خارجية
- سارا نيل على موقع إحصائيات الدراجات الإحترافية (الإنجليزية)
- سارا نيل على موقع اللجنة الأولمبية الدولية (الإنجليزية)
- سارا نيل على موقع أوليمبيديا (الإنجليزية)
- سارا نيل على موقع اللجنة الأولمبية الكندية (الإنجليزية)